# Brachineura
Brachineura is een muggengeslacht uit de familie van de galmuggen (Cecidomyiidae).

## Soorten
- B. aberrata Mamaev, 1967
- B. americana Felt, 1907
- B. antennata Mamaev, 1967
- B. apicata Mamaev, 1967
- B. eupatorii Felt, 1908
- B. fungicola Mamaev, 1967
- B. fuscogrisea Rondani, 1840
- B. maura (Rübsaamen, 1910)
- B. minima Kieffer, 1904
- B. modesta Mamaev, 1967
- B. quercina Edwards, 1937
- B. scotica Edwards, 1937
- B. squamata Kieffer, 1904
- B. squamigera (Winnertz, 1853)
- B. stygia (Meigen, 1818)
- B. stylosa Mamaev, 1998
- B. vitis Felt, 1908